# Medizinbeutel

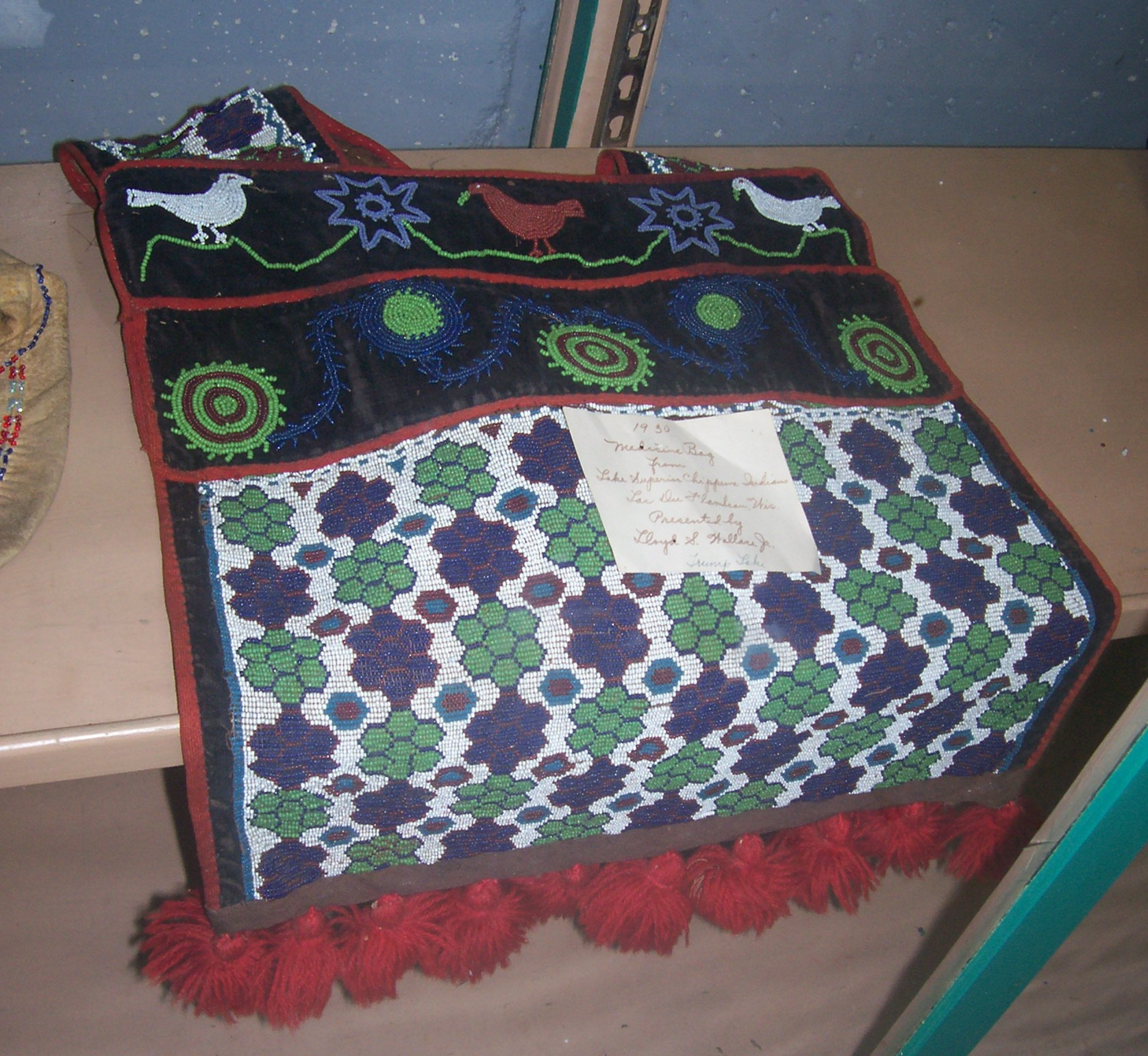
Ein Bandalier-Medizinbeutel im Wabeno Logging Museum, in Wabeno, Wisconsin, USA

Ein Medizinbeutel war bei den Indianern Nord- und Mittelamerikas ein Aufbewahrungsort für heilige Gegenstände, die einer Person auf einer Visionssuche offenbart wurden. Meist waren nur dem Träger selbst die Inhalte bekannt. Bei vielen Stämmen galt der Medizinbeutel als das heiligste Gut eines Menschen und man verlor sein Glück, wenn man ihn verloren hatte. 
Während der Medizinbeutel eines Kriegers (im Sinne eines Talismans) nie geöffnet wurde, war der Medizinbeutel eines Schamanen mehr ein Bündel, in dem er die heiligen Gegenstände aufbewahrte, die er für seine Rituale benötigte. Diese konnten sich im Laufe der Zeit ändern, zum Beispiel wenn der Schamane symbolisch durch einen Gegenstand einem anderen Teile seiner Macht abgab, oder wenn er durch eine mystische Erfahrung auf einen neuen Gegenstand hingewiesen wurde.
Der Wortbestandteil „Medizin“ steht in Zusammenhang mit den nordamerikanischen Indianern nicht für Heilkunde, sondern für die „geheimnisvolle, transzendente Kraft hinter allen sichtbaren Erscheinungen“.
In der Inkatradition Südamerikas gibt es den als Mesa bezeichneten Medizinbeutel eines Priesters.